# Château d'Arc-en-Barrois
 (novembre 2021).
Si vous disposez d'ouvrages ou d'articles de référence ou si vous connaissez des sites web de qualité traitant du thème abordé ici, merci de compléter l'article en donnant les références utiles à sa vérifiabilité et en les liant à la section « Notes et références ».
Pour les articles homonymes, voir Arc-en-Barrois, d'Arc et Barrois.
Cet article possède un paronyme, voir Château d'Arc.
Le château d'Arc-en-Barrois est situé sur la commune d'Arc-en-Barrois dans la Haute-Marne, à 24 km de Chaumont  (préfecture de la Haute-Marne) et à 15 km de la sortie de l'A5 (sortie Chaumont-Semoutiers).

## Historique
Isabelle de Dreux, morte en 1239, dame d'Arc-en-Barrois, a épousé Hugues III de Broyes, né vers 1125 et mort en 1199, seigneur de Broyes, dont le fils Simon Ier de Châteauvillain a hérité du château.
Simon de Châteauvillain, mort en 1305, seigneur d'Arc-en-Barrois a épousé Marie de Dampierre, morte en 1297.
Jean de Châteauvillain, mort en 1313, seigneur d'Arc-en-Barrois a épousé Jeanne de Semur, née vers 1245, dame de Semur-en-Brionnais.
Le château actuel a été construit à l'emplacement d'un château féodal détruit à la Révolution en 1793. Le domaine d'Arc-en-Barrois appartenait en 1622 à Nicolas de L'Hospital, duc de Vitry ; il fut acheté en 1679 à son fils par le comte de Morstein qui le céda en 1693 à Louis-Alexandre de Bourbon, comte de Toulouse. Son fils Louis-Jean-Marie de Bourbon, duc de Penthièvre hérita du domaine.

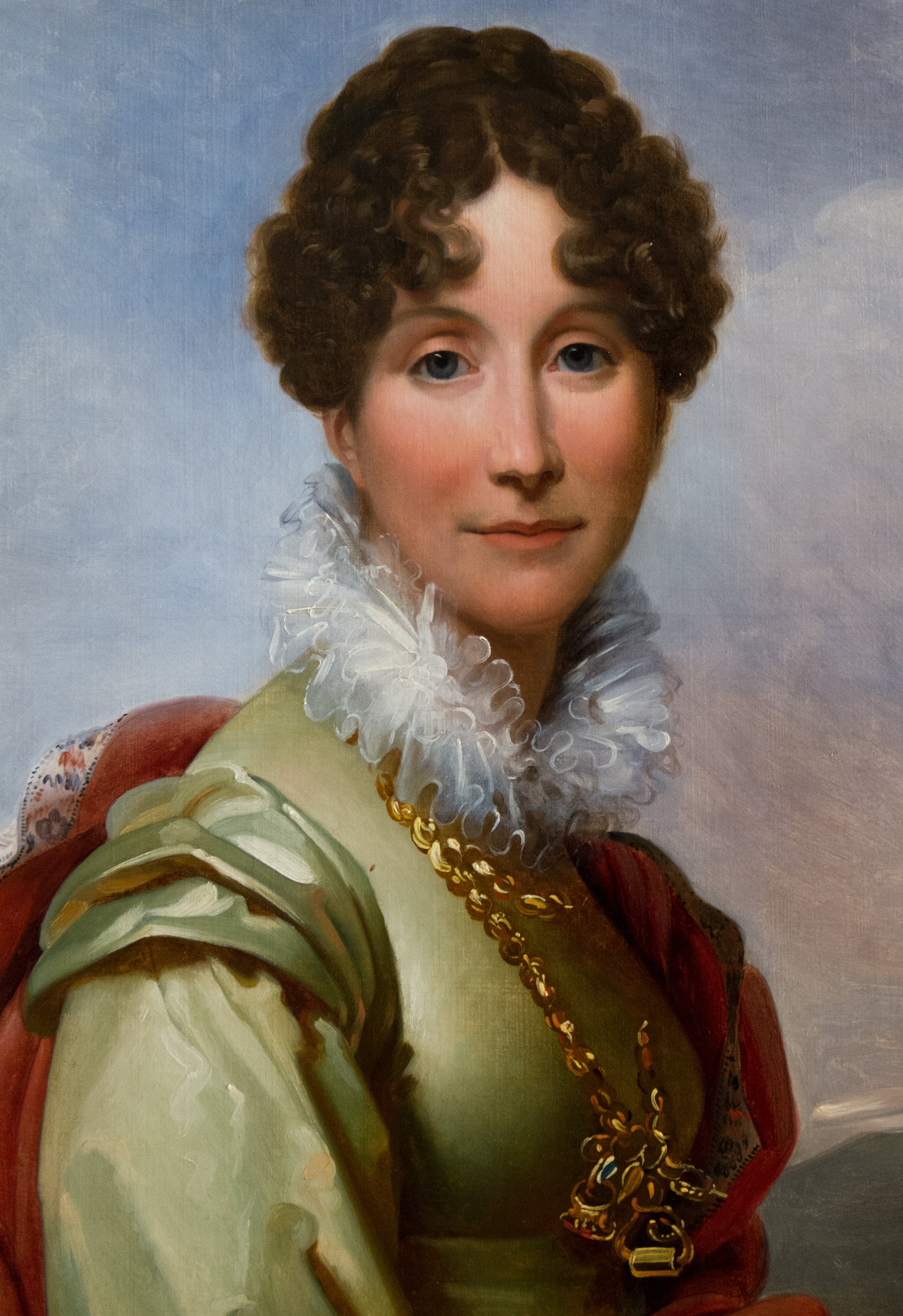
Portrait d'Adélaïde d'Orléans, à l'origine de la construction de l'actuel château.

Passé les affres de la Révolution, le domaine fut restitué en 1814 à la fille du duc de Penthièvre, Marie-Adélaïde de Bourbon, qui avait épousé en 1769 Louis Philippe, duc d'Orléans. La fille de ces derniers, Adélaïde d'Orléans (sœur de Louis-Philippe Ier), en hérita et reconstruisit le château actuel à l'emplacement de l'ancien. Elle le légua par testament à son filleul le prince de Joinville. En 1900, son fils Pierre, duc de Penthièvre, en hérite. Il habite le château qu’il met à la disposition des blessés du front de Verdun et de l'Argonne lors de la Première Guerre mondiale. Il meurt célibataire en 1919. Le château d'Arc-en-Barrois et ses terres reviennent alors à son neveu Jean d'Orléans, « duc de Guise ». En 1940, au moment du décès du « duc de Guise », Arc-en-Barrois est partagé entre ses 4 enfants : Isabelle, comtesse Bruno d'Harcourt, Françoise, princesse Christophe de Grèce, Anne, duchesse d'Aoste et Henri, « comte de Paris ». L'État achète la propriété en 1971 et sépare les forêts et les terres du château. Du milieu des années 1970 jusqu'en 2006, le château est utilisé comme hôtel et a des propriétaires français, japonais et néerlandais. En 2010, le château est transformé en maison de vacances privée par une société danoise.
Le décor du salon et de la salle à manger sont inscrits au titre des monuments historiques par arrêté du 2 juillet 2015.

## Architecture
Le château actuel est construit vers 1845 par la princesse Adélaïde d'Orléans.
Le gros-œuvre du logis actuel et le grand escalier dateraient de l'époque où Nicolas de L'Hospital était propriétaire du château au XVIIe siècle, mais le logis a subi de multiples transformations dans les années 1840, lorsque le château appartenait à Adélaïde d'Orléans. Les deux avant-corps du logis et le parc à l'anglaise appartiennent à cette période.
Les meubles provenant du château peuvent porter des marques au feu : LB surmonté d'une couronne ou ARC.

## Galerie photos

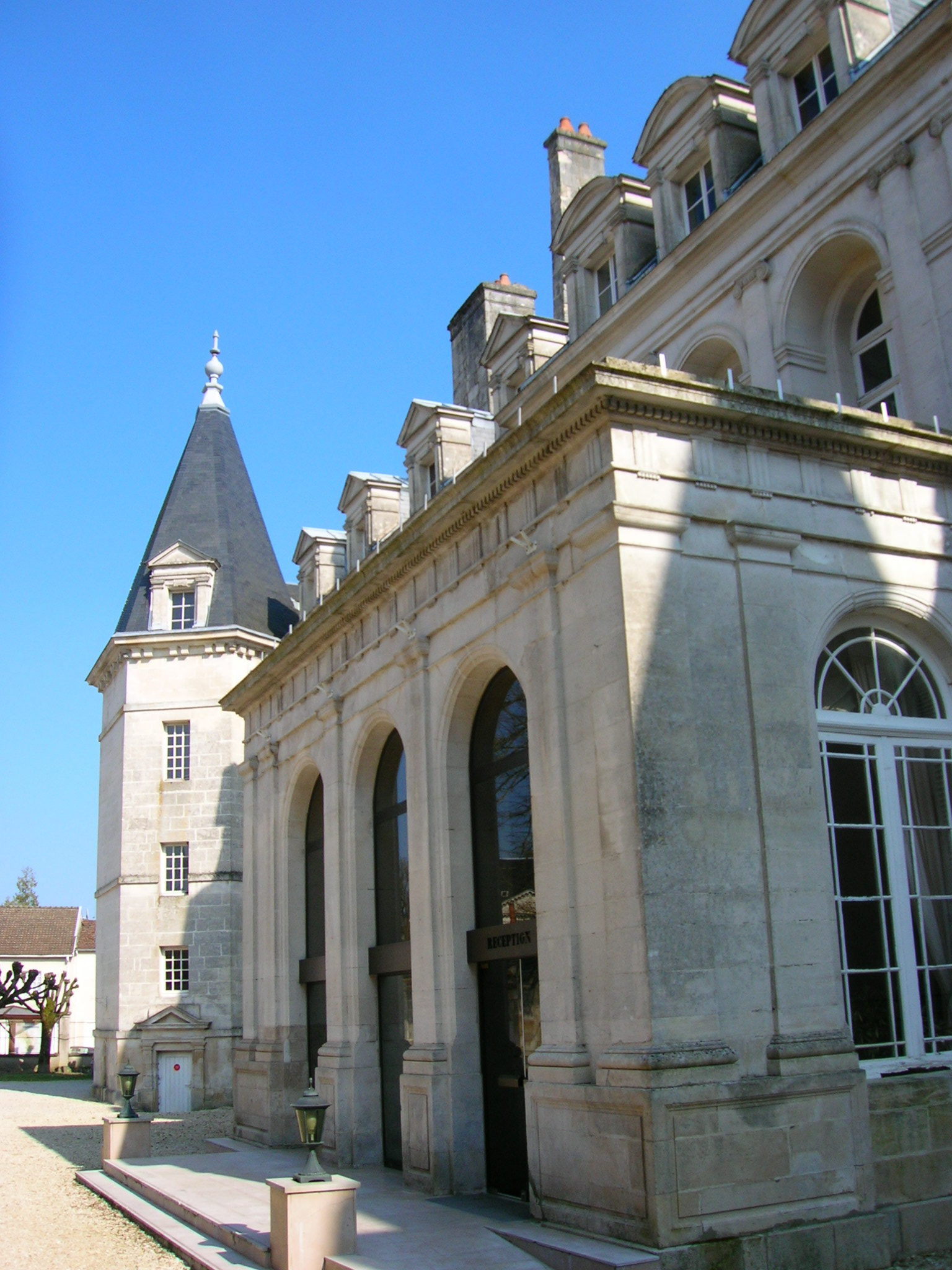
Entrée du château (côté église).
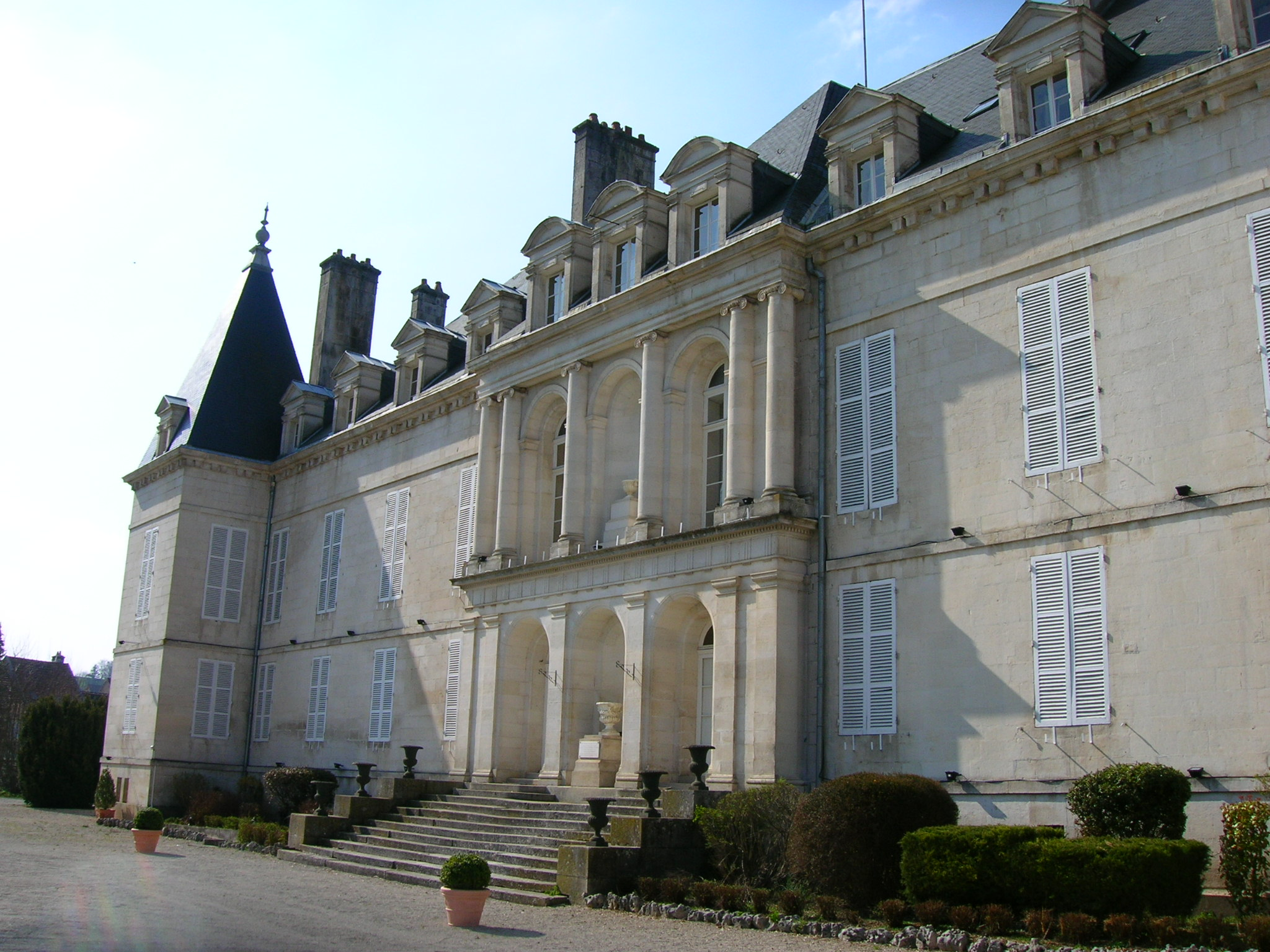
Château d'Arc-en-Barrois (côté parc).
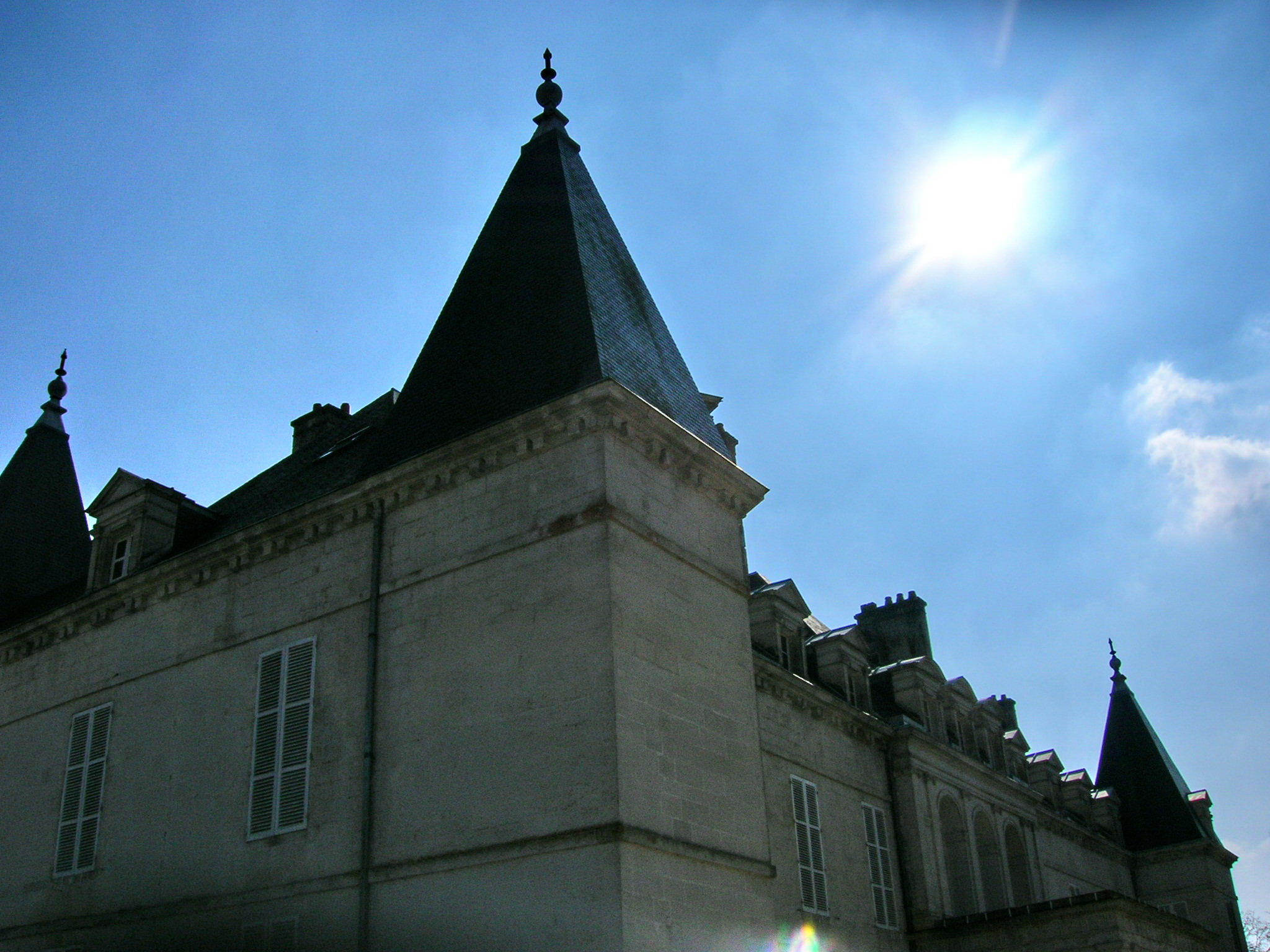
Château d'Arc-en-Barrois